# 等电点
等电点是一个分子不携带净电荷或在统计平均值中是电中性时的pH值。
被称为两性离子的兩性分子同时含有带正电荷和负电荷的官能团。整个分子的总电荷则由其周围环境的值决定，根据值的不同整个分子可能带正电荷，也可能带负电荷。其原因是因为这样的分子在不同的值环境中可能会吸收或者丧失質子（H+）。在值等于等电点时这样的分子所带的正电荷和负电荷互相抵消，使得整个分子不带电。
表面也会自然地带电荷形成固定層。一般假如决定表面电荷的离子是H+/OH−的话那么表面浸入的液体的值也会决定表面的总电荷。在这里等电点也是表面总电荷为零时的值。
等电点会影响一定值下的溶解度。两性分子在水或盐水中在其等电点的溶解度最低，一般会在等电点时从溶液裡沉淀出来。生物两性分子如蛋白质既含有酸性的，也含有碱性的官能团。组成蛋白质的氨基酸可能是带正电荷的、带负电荷的、中性的或者本身是两性的。它们的电荷加在一起是蛋白质的电荷。值小于等电点时蛋白质的总电荷是正的，大于等电点时是负的。因此使用等电聚焦的技术可以在聚丙烯酰胺凝胶裡根据蛋白质不同的等电点把它们分离开来。等电聚焦也是双向凝胶电泳的第一步。

## 计算
使用该分子的酸度系数可以计算一个只带一个胺基和一个羧基的氨基酸的等电点。
{\displaystyle pI={{pK_{1}+pK_{2}} \over 2}}
像赖氨酸这样带多于两个可电离的官能团的氨基酸所使用的公式是同一个，但是在这里所使用的那两个酸度系数是氨基酸从中性丧失或者赢得电荷的那两个官能团的酸性系数。赖氨酸有一个羧基酸性系数和两个胺基酸性系数，因此一个完全质子化的赖氨酸有两个正电荷。要获得电中性我们必须使赖氨酸两次丧失质子。因此使用侧链和胺基的酸性系数。
{\displaystyle pI={{9.06+10.54} \over 2}=9.80}
不过更加精确的计算需要对酸和碱以及计算更深入的知识。
电泳凝胶的值是由使用的凝胶的缓冲溶液决定的。假如溶液的值高于蛋白质的等电点那么蛋白质就会向阳极运动。假如溶液的值低于蛋白质的等电点那么蛋白质就会向阴极运动。假如溶液的值等于蛋白质的等电点那么该蛋白质就不会运动。对于单个氨基酸来说也是这样的。

## 陶瓷材料
在材料科学里在许多水处理过程中使用金属氧化物的等电点。这些物质在水里一般认为其表面覆盖了一层表面氢氧基。值高于等电点时其表面主要覆盖的是M-O−，在值低于等电点时其表面主要覆盖的是M-OH+。根据材料因素如纯度、物相以及物理因素如温度不同这些值可能出入很大。此外要精确地测量等电点很不容易，需要非常仔细和现代化的技术。因此不同来源给出的等电点往往不同。